# CMA CGM Fort Sainte Marie
 (mars 2025).
Le navire CMA CGM Fort Sainte Marie est un navire de la compagnie maritime française CMA CGM, transportant des conteneurs sur une ligne régulière entre la France et les Antilles françaises (route du Rhum) et desservant plusieurs ports (Dunkerque, Rouen, Le Havre, Montoir-de-Bretagne, Pointe-à-Pitre et Fort-de-France).

## Informations générales
Actuellement le Navire est toujours en service. Il fut livré en juin 2003, avec trois autres navires identiques (sister-ships) : CMA CGM Fort Saint Pierre, CMA CGM Fort Saint Louis et CMA CGM Fort Saint Georges. Ils ont été construits au chantier naval "China Shipbuilding Corporation" et sont sous la société de classification Bureau Veritas.
La CMA CGM, première compagnie maritime française et troisième compagnie mondiale pour le transport de conteneur, est dotée d’une flotte jeune et diversifiée de 470 navires.
La compagnie française dessert 450 ports de commerce sur 521 mondiaux. Elle est présente sur toutes les mers du globe avec ses 170 services maritimes. Grâce à cette présence mondiale et ses navires performants tels que le CMA CGM Bougainville, le Groupe CMA CGM transporte chaque année un volume de 12 millions d'EVP (estimation 2015).

## Caractéristiques techniques
Il peut embarquer 2 260 conteneurs de 20 pieds (EVP), pour une longueur de presque 200 m.
Il peut transporter jusqu'à 556 conteneurs réfrigérés (Reefer) qui peuvent être transportés sur le pont ou bien dans les cales. Ceux-ci sont indispensables pour le transport des produits alimentaires tels que les bananes et les produits périssables.
Il possède un moteur principal, un 8S70MC-C7-TI qui permet à la machine de délivrer une vitesse maximum de 21,5 nœuds. De plus, il dispose aussi de propulseurs d'étrave lui permettant de faciliter ses manœuvres dans les ports. Pour son déchargement, il dispose de 3 grues de bord : 3 x 45 mts ELECTRO-HYDRAULIC DECK CRANES.
Il effectue la rotation entre les ports en 28 jours, comme présenté dans le tableau ci-dessous :
Cette rotation est effectuée par quatre navires : CMA CGM Fort Saint Pierre, Fort Saint Louis, Fort Saint Georges et Fort Sainte Marie. Ces navires desservent les Ports avec un intervalle de sept jours entre chacun d'eux.

## Source
https://www.cma-cgm.fr/le-groupe/activite/shipping/navires/9261906/cma-cgm-fort-ste-marie